# Золотов Віктор Васильович
Віктор Васильович Золотов (нар. 27 січня 1954 року, Сасово, Рязанська область, РРФСР, СРСР) — російський державний діяч, воєначальник. Директор Федеральної служби військ національної гвардії рф — головнокомандувач військами національної гвардії рф з 5 квітня 2016 року. Генерал армії (2015). Перший заступник Міністра внутрішніх справ — головнокомандувач внутрішніми військами МВС Росії (2014–2016). Начальник Служби безпеки Президента рф — заступник директора Федеральної служби охорони рф (2000–2013). Звинувачений фондом боротьби з корупцією у численних корупційних злочинах та незаконному збагачені сім'ї та свого оточення, привласенні державного майна.

## Біографія
Народився в робітничій сім'ї і в молодості працював слюсарем на заводі АЗЛК.
Строкову військову службу проходив у прикордонних військах. З 1970-х рр. працював в 9-му управлінні Комітету державної безпеки СРСР (з 1990 р. в Головному управлінні охорони Російської Федерації).
19 серпня 1991 року охороняв Президента РРФСР Бориса Єльцина під час його виступу з броні танка.
У 1990 роки був найнятий охоронцем мера Санкт-Петербурга Анатолія Собчака. На цій роботі познайомився з Володимиром Путіним, який у той час перебував на посаді заступника мера. Згодом зблизився з Путіним, став брати участь у спарингах з боксу та дзюдо.
У 1996 році Золотов був звільнений з ГУО Росії (ФСТ Росії), деякий час працював в компанії «Балтик-Ескорт» на посаді особистого охоронця впливового російського кримінального авторитета Романа Цепова (Рома-продюсер).
У 2000 по 2013 — начальник Служби безпеки Президента Російської Федерації — заступник директора Федеральної служби охорони Російської Федерації. Змінив на цій посаді Анатолія Кузнєцова. Генерал-полковник (2006). Закінчив юридичний інститут і Військову академію Генерального штабу Збройних Сил Російської Федерації.
Був головою президії загальноросійської громадської організації «Російська Національна Федерація Ояма Кіокушинкай карате-до». У вересні 2013 року призначений на посаду заступника головнокомандуючого внутрішніми військами МВС Росії.
12 травня 2014 указом Президента рф призначений першим заступником Міністра МВС — головнокомандувачем внутрішніми військами МВС Росії.

### Доходи
У серпні 2015 року опубліковані відомості про доходи Золотова за 2014 рік, вони склали трохи більше 6 млн рублів.
За даними Навального генерал і його найближче оточення має у власності нерухомості на суму 3.5 млрд рублів.

### Звання
Військове звання генерал армії присвоєно указом Президента Росії Путіна від 10 листопада 2015 року.

### Директор Національної гвардії Росії
5 квітня 2016 Указом Президента Росії призначений директором національної гвардії Російської Федерації — головнокомандувачем військами національної гвардії Російської Федерації. Посада прирівнюється за статусом до федеральному міністрові. Віктор Золотов включений до складу Ради безпеки Російської Федерації як постійний член.
12 квітня 2016 року Указом Президента переведений в члени Радбезу.
6 квітня 2018 року включений до списку санкцій США в числі 17 урядовців та 7 бізнесменів з Росії.
19 вересня 2018 року Віктор Золотов випустив своє відеозвернення, в якому він запропонував Навальному дуель і пообіцяв зробити з опозиціонера «соковиту відбивну» вказавши, що засновник ФБК допустив у його відношенні «образливі наклепницькі вигадки», які не прийнято просто так прощати.

### Сім'я
Дочка Жанна Золотова одружена з продюсером Юрієм Чечіхіним (продюсував серіал «Ділки» і фільм «Обставини»). Син Роман Золотов до 2014 року служив у позавідомчій охороні. Також разом з Чечіхіним продюсував фільми, зіграв одну з головних ролей у 4-серійному фільмі «Честь маю!..».
У 2007—2015 роках працював заступником генерального директора ФГУП «Охорона».
З 2017 року є заступником керівника департаменту фізичної культури і спорту міста Москви.

## Розслідування

### Розстріли під час Революції гідності
У жовтні 2023 року ДБР України повідомило Золотову про підозру за злочини під час Євромайдану. На початок 2014 року він був керівником Служби безпеки президента РФ, заступником головнокомандувача внутрішніми військами ЗС РФ. За даними слідства, спільним рішенням СБУ та ФСБ РФ протягом 13-15 грудня 2013 року в Україні перебувала делегація з 20 співробітників російської спецслужби, що сприяли СБУ в підготовці відео й публікацій для створення негативного образу учасників Євромайдану і представників опозиції.

### Корупція
Звинувачений російським фондом боротьби з корупцією у численних корупційних злочинах та незаконному збагачені сім'ї та свого оточення, від мілких фактів на закупках форми та шевронів, харчування у армії до фактів привласення державних дач часів СРСР, які навіть політики того часу не дозволяли собі привласнити. Обіцяного судового позову або дебатів у захист ділової честі та гідності не відбулось, проте, з'явився позов до Навального від ООО "Мясокомбинат «Дружба народов» із позовними вимогами у 1 млн рублів, які дві апеляції та дві касації не задовільнили.

## Цікаві факти
- Має краповий берет — вручено 7 травня 2015 року за рішенням Ради військовослужбовців внутрішніх військ МВС Росії, мають право носіння крапового берета[19].
- Почесний громадянин міста Сасово.